# Sasunaga tomaniiviensis
Sasunaga tomaniiviensis är en fjärilsart som beskrevs av Robinson 1975. Sasunaga tomaniiviensis ingår i släktet Sasunaga och familjen nattflyn. Inga underarter finns listade.